# Bupleurum barceloi
Bupleurum barceloi es una especie de planta herbácea de la familia de las apiáceas.

## Descripción
Es una pequeña mata de forma redondeada toda cubierta por las hojas, que son lineales y coriáceas al tacto. Vive en las fisuras de las paredes rocosas, en lugares sombríos formando parte de esta comunidad de peñascos tan rica en endemismos. No se puede confundir con otras especies; de lejos, y dada la fisonomía de sus hojas podría parecer una gramínea cespitosa. Florece al final de la primavera y principio del verano. 

## Hábitat
Se encuentra en acantilados de la vertiente norte de Mallorca y Menorca. 

## Distribución
Es endémica de las Islas Baleares. 

## Taxonomía
Bupleurum barceloi fue descrita por Coss. ex Willk. y publicado en Giorn. Ital. i. (1765) 120.
Citología
Número de cromosomas de Bupleurum barceloi (Fam. Umbelliferae) y táxones infraespecíficos = Bupleurum barceloi Coss.
 2n=24
Etimología
Bupleurum: nombre genérico que deriva de dos palabras griegas bous y pleurón, que significa "buey" y "costa". Probable referencia a las ranuras longitudinales de las hojas de algunas especies del género. Este nombre fue usado por primera vez por Hipócrates y, de nuevo, en tiempos relativamente modernos, por Tournefort y Linneo.
Sinonimia
- Bupleurum dianthifolium subsp. barceloi (Coss. ex Willk.) Gand.
- Bupleurum dianthifolium subsp. barceloi (Coss. ex Willk.) O.Bolòs & Vigo
- Bupleurum fruticescens var. barceloi (Coss. ex Willk.) Knoche[3]

## Nombres comunes
- Catalán: claveller de penyal, clavellina, clavelliner, clavellinera.[3]